# Anna Manso Munné
Antonia Maria (Barcelona, 27 de septiembre de 1969) es guionista y escritora de literatura infantil y juvenil.

## Biografía
Nació en Barcelona en 1969. Vive en el barrio de Gràcia. Es la sexta de siete hermanos y madre de tres hijos. Estudió Imagen y sonido en la Escuela de Medios Audiovisuales de Barcelona (EMAV) en la especialidad de cine (1991), producción de cine al Centre Calassanç (1992), y cursa el Máster de escritura de guion cinematográfico y de televisión de la UAB (1993). Desde el año 1996 ha trabajado como guionista de programas infantiles (Barrio Sésamo, Club Super 3, Top ten Tomàtic, Las tres mellizas y l'enigme de Quixot, MIC, Una mà de contes), series (El joc de viiure, Ambiciones, Mar de Fons, 700 euros una historia de amor, Zoo, Ventdelplà, El Cor de la Ciutat, L'un per l'altre, KMM, 39+1, Com si fos ahir) y programas de entretenimiento (Me lo dijo Pérez, De buena tinta, Museos cono encanto, La Lloll a BTV, Cuina x Solters, La peor madre del mundo  Para todos la 2).
Como escritora ha publicado más de cuarenta títulos de literatura infantil y juvenil. Publica su primer libro, El Fittipaldi, en 2001 (Editorial Cruïlla. Colección El Vaixell de Vapor). Ha ganado el premio Grande Angular de literatura juvenil de la editorial Cruïlla en 2008 con la obra Canelons freds, y en 2016 con la obra Allò de l'avi. El año 2016 gana el Premio Atrapallibres en la categoría de lectores de 9 años con el libro Amigos monstruosos (Animallibres). Tiene obras publicada en catalán, castellano, coreano, polaco, inglés y portugués. También desarrolla actividades de animación lectora.
Es autora de la obra obra de teatro infantil Perduts a la Viquipèdia, (Tzitània Teatro, Festival Grec 2013).
Autora de la columna de opinión, La peor madre del mundo que se empezó a publicar en formado blog el mayo del 2010 y que desde julio del 2011 pasó a publicarse semanalmente en el diario ARA, en el suplemento Criaturas. El 2013 se publicó un libro con el mismo nombre, La pitjor mare del mundo, el manual (Columna  – Labutxaca 2013) que recupera Arpa Editores en su versión en castellano La peor madre del mundo.
Colabora con diferentes medios de comunicación (televisión, radio y prensa). Participa en la tertulia de actualidad del programa Cataluña Mediodía de Catalunya Ràdio, desde octubre del 2016. Miembro fundadora de la plataforma APE (Autors en Perill d'Extinció), de la asociación GAC (Guionistes Associats de Catalunya), la asociación Escrivim (Associació d'escriptores i escriptors de literatura) y de la plataforma #Onsonlesdones.

## Premios literarios
- Grande Angular - 2008 - Canelons freds
- Grande Angular - 2016 - Allò de l'avi [6]
- Atrapallibres - 2016 - Amics monstruosos

## Obras publicadas

### Infantil y juvenil
- 2001. El Fittipaldi - Barcelona - Editorial Cruïlla
- 2003. Rita fredolica - Barcelona - Editorial Jollibre.
- 2004. Leandro, el niño horrible - Barcelona - Editorial Cruïlla.
- 2004 – 2005. Colección Leo - Editorial Intermon Oxfam. 
  - Leo y el amigo invisible (2004)
  - Operación Leo (2005)
  - Leo y el misterio de los amuletos (2005)
  - Leo en Nicaragua (2005)
- 2005. Xocolata de taronja amarga - Barcelona - Editorial Cruïlla.
- 2006 – 2010. Colección Valores - Editorial Intermon Oxfam. 
  - El capitán jamón (2006)
  - El castillo del mal humor (2006)
  - Uuuh! Grr! (2007)
  - Botas nuevas (2008)
  - SuperJuli y la arma secreta (2008)
  - El ogro y la abuela Lola (2010)
- 2007. Sol, ¿juegas? Una aventura en México - Barcelona - Editorial Intermon Oxfam.
- 2007. La reina de los monos - Barcelona - Editorial Intermon Oxfam.
- 2008. Canelons freds - Barcelona - Editorial Cruïlla.
- 2009 – 2010. Colección Àlex y Ghandi - Editorial Intermon Oxfam. 
  - Àlex y Ghandi en Mozambique (2009)
  - Àlex y Ghandi en Brasil (2009)
  - Àlex y Ghandi en la India (2010)
  - Àlex y Ghandi en Ecuador (2010)
- 2010- La lista de cumpleaños - Barcelona - Editorial Cruïlla.
- 2010 – 2012. Colección Una chica N.O.R.M.A.L. – Editorial Cruïlla. 
  - Una chica N.O.R.M.A.L. se ofrece de canguro (2010)
  - Una chica N.O.R.M.A.L. quiere hacer de fotógrafa (2011)
  - Una chica N.O.R.M.A.L. y otros animales (2011)
  - Todos los abuelos de una chica N.O.R.M.A.L. (2011)
  - Una chica N.O.R.M.A.L. hace de pintora (2012)
  - Una chica N.O.R.M.A.L. y la turista (2012)
- 2011. El ABC dari de la Barceloneta - Barcelona - Editorial Ajuntament.
- 2012. Cara de gos - Barcelona - Editorial Cruïlla.
- 2014 – 2016. Colección ¡Qué asco de fama! – Editorial Cruïlla. 
  - Somos auténticos (2014)
  - No nos líes (2014)
  - ¡Al ataque! (2014)
  - Hasta las narices (2015)
  - ¡Toma ya! (2016)
- 2014. Amigos monstruosos - Barcelona - Editorial Animallibres.
- 2014. El misterio de mi familia - Barcelona - Editorial Beascoa.
- 2014. El último violín - Barcelona - Editorial Arcadia.
- 2014. Les històries d'en Genius. El llamp màgic – Barcelona – Diputación de Barcelona.
- 2016. Allò de l'avi - Editorial Cruïlla.
- 2017. I si fos un ocell? - Barcelona - Editorial Arcadia.
- 2017. Corazón de cactus y más formas de querer - Barcelona - Ediciones SM.
- 2018. La princesa, els llibres i el drac - Barcelona - Editorial La Galera.
- 2018. Gaudí - Barcelona - Editorial Mediterránea.
- 2019. Contes per riure per anar a dormir - Barcelona - Editorial Cruïlla.

### Adultos
- 2013. La pitjor mare del món. El manual - Barcelona Columna/Labutxaca.
- 2020: La peor madre del mundo - Barcelona - Arpa Editores.
- 2022: Un cor de neu - Barcelona- La Magrana